# Thutob Namgyal
Thutob Namgyal (Tumlong, 1860 – Gangtok, 11 febbraio 1914) fu chogyal del Regno del Sikkim dal 1874 fino alla sua morte.

## Biografia
Thutob ascese al trono succedendo al fratellastro Sidkeong Namgyal che era morto senza eredi. Le differenzi tra i nepalesi insediatisi nel suo regno e la popolazione indigena portarono a non pochi scontri durante il suo regno, a tal punto che si rivelò fondamentale l'intervento degli inglesi, che erano de facto governanti della regione himalayana. Gli inglesi, però, furono favorevoli essenzialmente ai nepalesi, creando notevole scontento al chogyal, che si ritirò nella Valle di Chumbi e si alleò per conto proprio coi tibetani.
Dopo una serie di guerriglie tra tibetani e inglesi presso Jelepla, i tibetani vennero cacciati ed il chogyal venne posto sotto la supervisione di Claude White, nominato officiale politico nel 1889 per l'area del Sikkim. Nel 1894 egli spostò la capitale da Tumlong a Gangtok.
Thutob morì nel 1914 e venne succeduto dal suo figlio primogenito, Sidkeong Tulku Namgyal. Nel 1917, in suo nome, venne costruito il Sir Thutob Namgyal Memorial, l'ospedale della città di Gangtok.
Dai suoi matrimoni ebbe i seguenti figli:
- Tsodak Namgyal. (n. prima del 1877 - m. dopo 1908), bandito dal Sikkim il 21 febbraio 1899 dalle autorità inglesi e rimosso dalle autorità inglesi dopo essersi rifiutato di abbandonare i territori tibetani e di risiedere permanentemente nel Sikkim.
- Raja Tshotra Namgyal (1878-m. dopo il 1940), ottenne il titolo personale di Raja, dal re-imperatore Giorgio V d'Inghilterra il 2 gennaio 1922.
- Maharajkumar Sidkeong Tulku Namgyal, che succedette al trono paterno.
- Tashi Namgyal, che succedette al trono paterno dopo il fratellastro.
- Namgyal Dolma (1876-1901)
- Kunzang Wangmo (1889-1914)
- Mayeum Choying Wangmo Dorji [Rani Chonying Wangmo Dorji] (1896-1994), il 1º aprile 1918 sposò Raja Sonam Tobgye Dorji, (1896-1953), Primo ministro di Bhutan, agente per le relazioni estere del re del Bhutan, Gonzim e governatore di Haa. Antenati di Jigme Khesar Namgyel Wangchuck.